# 25 Ta Life
25 Ta Life est un groupe de punk hardcore américain, originaire de New York. Formé vers 1992 pour répondre à la demande dans le créneau laissé vacant par la séparation d'Agnostic Front. Rick Healey, fondateur du groupe, plus connu sous le nom de Rick Ta Life, était à l'origine roadie d'Agnostic Front. Il forme ensuite le projet parallèle Comin' Correct, composé à l'origine de membres de 25 Ta Life et Krutch. L'idéologie du groupe se centre notamment sur la doctrine Straight Edge.

## Biographie
25 Ta Life est formé en 1992 par Rick Healey, sous le nom de Rick Ta Life, pour répondre à la demande, dans un créneau laissé vacant par la séparation d'Agnostic Front. En 1993 sort la première démo, intitulée NYHC. Elle suit en 1994 d'un single éponyme au label Striving for Togetherness Records. 1995 assiste à la sortie du tout premier EP du groupe, intitulé Keepin' it Real, publié au label hardcore We Bite Records. Il comprend six chansons originales et la démo éponyme. En 1997 sort l'EP Strength Through Unity. En 1998, ils effectuent un split avec Morning Again publié par le label Good Life Recordings, et un autre avec Skarhead intitulé Make it Work publié au label Triple Crown Records, suivis en 1999 de l'album Friendship, Loyalty, Commitment encore une fois au label Good Life Recordings.
Après sept ans de tournée, l'année 1999 marque une accalmie chez 25 Ta Life. En 2002, ils sortent Best of Friends/Enemies au label The Age of Venus Records. En 2004, ils publient un album live de leur tournée japonaise de 1999, intitulé Live at Few da Real chez Back Ta Basics Records. En été 2005, ils publient leur deuxième album Hellbound Misery Torment. En 2006, ils contribuent à la compilation Haterz Be Damned, avec les split-singles Slang et Spazz. Ils signent ensuite au label berlinois Superhero Records pour la sortie de l'EP Fallen Angel. En 2009 sort l'album Strength, Integrity, Brotherhood chez Back Ta Basics Records.
En 2017, le groupe se réunit. En mars 2018, 25 ta Life sort trois nouveaux morceaux (Hunting Season EP).

## Discographie
Le groupe a publié de nombreux opus,,, dont :

### Albums studio
- 1999 : Friendship, Loyalty, Commitment, Good Life Recordings, Customcore Records, Triple Crown Records
- 2005 : Hellbound, Misery, Torment, Back Ta Basic Records, The Age Of Venus Records
- 2009 : Strength, Integrity, Brotherhood, Customcore Records, Back Ta Basic Records, Firme Y Alerte Discos

### EP
- 1993 : NYHC Demo '93 (démo)
- 1994 : 25 Ta Life, Striving For Togetherness Records
- 1995 : Keepin' it Real, Customcore Records, We Bite Records, Firme Y Alerte Discos
- 1997 : Strength Trough Unity - The Spirit Remains, Good Life Recordings, Customcore Records, Triple Crown Records
- 2003 : Best of Friends/Enemies, Back Ta Basic Records, The Age Of Venus Records, Firme Y Alerte Discos
- 2006 : Fallen Angel, Customcore Records, Back Ta Basic Records, Superhero Records
- 2018 : Hunting Season (EP)

### Albums live
- 1995 : Live at Wetlands: 1-8-95
- 2004 : Live at Few Da Real

### Splits
- 1998 : Morning Again / 25 Ta Life, Good Life Recordings
- 1998 : Highway to Hell Fest : Spazz / 25 Ta Life, Edison Recordings
- 1998 : Crazy Eddie (Skarhead) / Make it work (25 Ta Life), Triple Crown Records
- 1999 : Never Tear us apart : 25 Ta Life & Slang, Japan Overseas
- 1999 : Comin' Correct and Falling Down
- 2006 : Hellbound Split : 25 ta Life & Last Hope, Superhero Records
- 2009 : 25 Ta Life vs Tromatized Youth, Hardcoretrooper Records
- 2012 : 25 Ta Life - In Search of, Back Ta Basic Records

### Compilation
- 2003 : Haterz be Damned
- 2006 : Early Dayz
- 2008 : Forever True Represent